# 花瓶

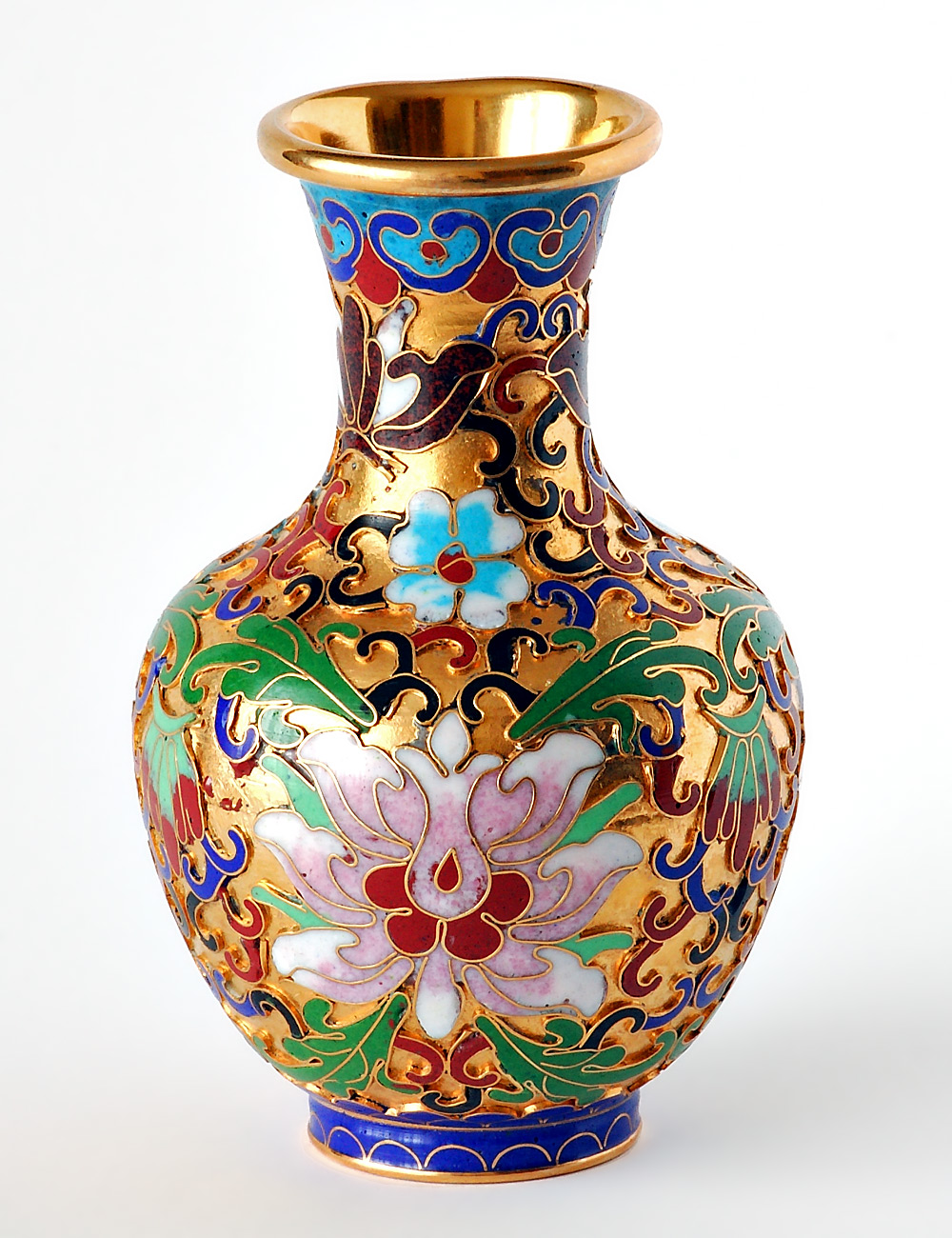
中國式花瓶

花瓶，是一種開放性容器，是用來盛載花卉，但有一些花瓶只作為擺設，不會插上花卉。製造花瓶的材料包括瓷、陶瓷和玻璃。花瓶的瓶身通常會繪上花紋加以裝飾，增加花瓶的美感，令花瓶本身成為一件藝術品。
花瓶輪廓分明，最低是瓶底，可平穩瓶子。向上移動，瓶身脹大，為瓶子最大的部份。移上瓶肩，瓶身彎曲在內。然後到達瓶頸，為花瓶增加更多高度。最後上到瓶嘴，花瓶大多都是這個樣子。而且許多花瓶是有把柄的。
古希臘各種著名的場面，皆在花瓶中描述。

## 引申義
花瓶並是一個貶義詞，作指一些徒具外表但無甚作為的人。這是由於花瓶的作用只是用作插花，是陪襯、裝飾的容器，實際用途不大。
這個名稱常用來形容外貌美麗，但思想空泛，缺乏足夠智慧與能力的女子。
花瓶又指於機構、公司裡任職，雖然外貌吸引人，但實際職務不多或徒具虛名，對實際運作沒有太大幫助或決定性的作用。看似純粹為取悅老闆、客人而聘請的職員。也常指在電影、電子遊戲及其他視覺節目中，具有強烈視覺吸引力的角色，暗示該角色除了增加視覺吸引力之外，在其他方面上沒有太大作用。
整體來說，它是受限於一種世俗、片面的刻板印象，源於人類心底對於外表的不信任，而不能將他們的知慧、能力與外表聯想在一起。故往往必須等他們年齡增長、學會表現強勢的一面或證明自己的能力後，才可能改善這種形象。

## 相關詞彙
- 政治花瓶指徒有虛名，沒有實權的政治人物、政治組織或者機構。
- 主持花瓶指在電視節目或頒獎典禮中，女主持人或助理主持必須具備一定程度的姿色與知名度，過去一向重視的主持功力則不再是必要條件。
- 卡拉索斯，一种古希腊花瓶。